# Lijst van voetbalclubs spelend in de competitie van een ander land
Er zijn verschillende voetbalclubs in de wereld die spelen in de competitie van een land anders dan het land waar de club is gevestigd.

## Britse eilanden
| Club               | Afkomstig uit | Spelend in | Opmerking                                                                                 |
| Berwick Rangers FC | Engeland      | Schotland  | actief in Scottish League Two                                                             |
| Guernsey FC        | Guernsey      | Engeland   | actief in Isthmian Football League Division One South                                     |
| Derry City FC      | Noord-Ierland | Ierland    | actief in Premier Division                                                                |
| Annan Athletic FC  | Schotland     | Engeland   | club speelde tussen 1952 en 1977 in Engelse competities, nu actief in Scottish League Two |
| Gretna FC          | Schotland     | Engeland   | club speelde tot 2000 in Engelse competities, nu actief in Scottish Premier League        |
| Cardiff City FC    | Wales         | Engeland   | actief in Football League Championship                                                    |
| Swansea City AFC   | Wales         | Engeland   | actief in Football League Championship                                                    |
| Newport County AFC | Wales         | Engeland   | actief in Football League Two                                                             |
| Wrexham AFC        | Wales         | Engeland   | actief in League One                                                                      |
| Colwyn Bay FC      | Wales         | Engeland   | actief in Northern Premier Football League Division One North                             |
| Merthyr Town FC    | Wales         | Engeland   | actief in Southern Football League Premier Division                                       |

## Europa
| Club               | Afkomstig uit | Spelend in  | Opmerking                                                       |
| Andorra FC         | Andorra       | Spanje      | actief in de regionale divisies van Catalonië                   |
| AEL Limasol        | Cyprus        | Griekenland | club speelde in 1968-69 in Super League                         |
| APOEL Nicosia      | Cyprus        | Griekenland | club speelde in 1973-74 in Super League                         |
| EPA Larnaca        | Cyprus        | Griekenland | club speelde in 1970-71 in Super League                         |
| Olympiakos Nicosia | Cyprus        | Griekenland | club speelde in 1967-68, 1969-70 en 1970-71 in Super League     |
| Omonia Nicosia     | Cyprus        | Griekenland | club speelde in 1972-73 in Super League                         |
| FC Büsingen        | Duitsland     | Zwitserland | Büsingen is een Duitse exclave omgeven door Zwitserland         |
| FC Balzers         | Liechtenstein | Zwitserland | Liechtenstein heeft geen algemeen erkende eigen competitie      |
| USV Eschen/Mauren  | Liechtenstein | Zwitserland | Liechtenstein heeft geen algemeen erkende eigen competitie      |
| FC Ruggell         | Liechtenstein | Zwitserland | Liechtenstein heeft geen algemeen erkende eigen competitie      |
| FC Schaan          | Liechtenstein | Zwitserland | Liechtenstein heeft geen algemeen erkende eigen competitie      |
| FC Triesen         | Liechtenstein | Zwitserland | Liechtenstein heeft geen algemeen erkende eigen competitie      |
| FC Triesenberg     | Liechtenstein | Zwitserland | Liechtenstein heeft geen algemeen erkende eigen competitie      |
| FC Vaduz           | Liechtenstein | Zwitserland | Liechtenstein heeft geen algemeen erkende eigen competitie      |
| AS Monaco          | Monaco        | Frankrijk   | Monaco heeft geen eigen profcompetitie                          |
| San Marino Calcio  | San Marino    | Italië      | actief in Serie D                                               |
| AC Juvenes/Dogana  | San Marino    | Italië      | club speelde tot 2007 in Italiaanse en San Marinese competities |
| FC Chiasso         | Zwitserland   | Italië      | club speelde tussen 1914 en 1923 in Italiaanse competities      |

## Afrika
| Club             | Afkomstig uit          | Spelend in | Opmerking       |
| Jeunesse Massira | Westelijke Sahara/SADR | Marokko    | actief in GNF 2 |

## Amerika
| Club                  | Afkomstig uit      | Spelend in       | Opmerking                                                   |
| Antigua Barracuda FC  | Antigua en Barbuda | Verenigde Staten | club speelde tussen 2011 en 2013 in USL Pro                 |
| Bermuda Hogges        | Bermuda            | Verenigde Staten | club speelde tussen 2007 en 2012 in Amerikaanse competities |
| Toronto FC            | Canada             | Verenigde Staten | actief in Major League Soccer                               |
| Vancouver Whitecaps   | Canada             | Verenigde Staten | actief in Major League Soccer                               |
| Montreal Impact       | Canada             | Verenigde Staten | actief in Major League Soccer                               |
| FC Edmonton           | Canada             | Verenigde Staten | actief in North American Soccer League                      |
| Ottawa Fury FC        | Canada             | Verenigde Staten | actief in United Soccer League                              |
| FC Montreal           | Canada             | Verenigde Staten | actief in United Soccer League                              |
| Toronto FC II         | Canada             | Verenigde Staten | actief in United Soccer League                              |
| Whitecaps FC 2        | Canada             | Verenigde Staten | actief in United Soccer League                              |
| Puerto Rico Islanders | Puerto Rico        | Verenigde Staten | Puerto Rico heeft geen eigen profcompetitie                 |
| Puerto Rico FC        | Puerto Rico        | Verenigde Staten | Puerto Rico heeft geen eigen profcompetitie                 |

## Azië
| Club                          | Afkomstig uit | Spelend in | Opmerking                                                                                    |
| Perth Kangaroos IFC           | Australië     | Singapore  | club speelde in 1994 in Singapore Premier League                                             |
| Darwin Cubs FC                | Australië     | Singapore  | club speelde in 1994 in Singapore Premier League                                             |
| Duli Pengiran Muda Mahkota FC | Brunei        | Maleisië   | club speelt in de Malaysian Super League                                                     |
| Lanwa FC                      | China         | Hongkong   | Hong Kong heeft vanwege de historie een eigen competitie, de Hong Kong First Division League |

## Oceanië
| Club                  | Afkomstig uit | Spelend in | Opmerking                             |
| Wellington Phoenix FC | Nieuw-Zeeland | Australië  | club speelt sinds 2007 in de A-League |
| New Zealand Knights   | Nieuw-Zeeland | Australië  | club speelde tot 2007 in de A-League  |